# Königlich Ungarische Armee

Standarte der Infanterie

Als Königlich Ungarische Armee (ungarisch Magyar Királyi Honvédség) werden die Streitkräfte des Königreichs Ungarn in der Zeit von 1922 bis 1945 bezeichnet. Der Name wurde von der von 1867 bis 1918 bestehenden k.u. Landwehr übernommen. Anfangs gemäß dem Vertrag von Trianon auf 35.000 Mann beschränkt, wurde die Armee ab 1938 schrittweise aufgerüstet und nahm auf der Seite der Achsenmächte am Zweiten Weltkrieg teil.

## Geschichte

### Vorgeschichte
Als Verlierermacht des Ersten Weltkriegs war Ungarn in der unmittelbaren Nachkriegszeit den Gebietsforderungen seiner neuen und alten Nachbarstaaten Rumänien, Tschechoslowakei und Jugoslawien nicht gewachsen. Die während der Zeit der Räterepublik gebildete Rote Armee, in die viele Weltkriegsveteranen eintraten, unterlag im Ungarisch-Rumänischen Krieg den alliierten Armeen und eine weitgehende Besetzung Ungarns und endgültige Abtrennung vieler Gebiete, die Ungarn für sich beanspruchte, war die Folge.

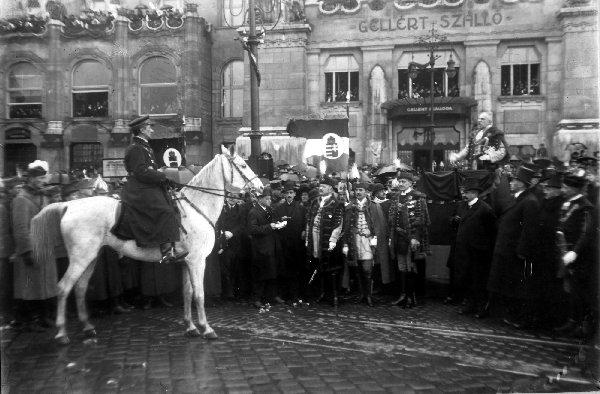
Admiral Horthy beim Einmarsch der Nationalen Armee in Budapest, November 1919

Im Juli 1919 hatte der frühere Kommandant der k.u.k. Kriegsmarine, Admiral Miklós Horthy, im Auftrag der in Szeged gebildeten Gegenregierung mit der Aufstellung der „Nationalen Armee“ (Nemzeti Hadsereg) begonnen, wobei er von früheren k.u.k.-Offizieren wie Gyula Gömbös, Döme Sztójay, Gyula Ostenburg und Anton Lehár unterstützt wurde. Diese übernahm nach dem rumänischen Truppenabzug 1919/20 die Verteidigung des Landes, blieb aber vom Wohlwollen der auf der Pariser Friedenskonferenz tagenden Siegermächte abhängig.

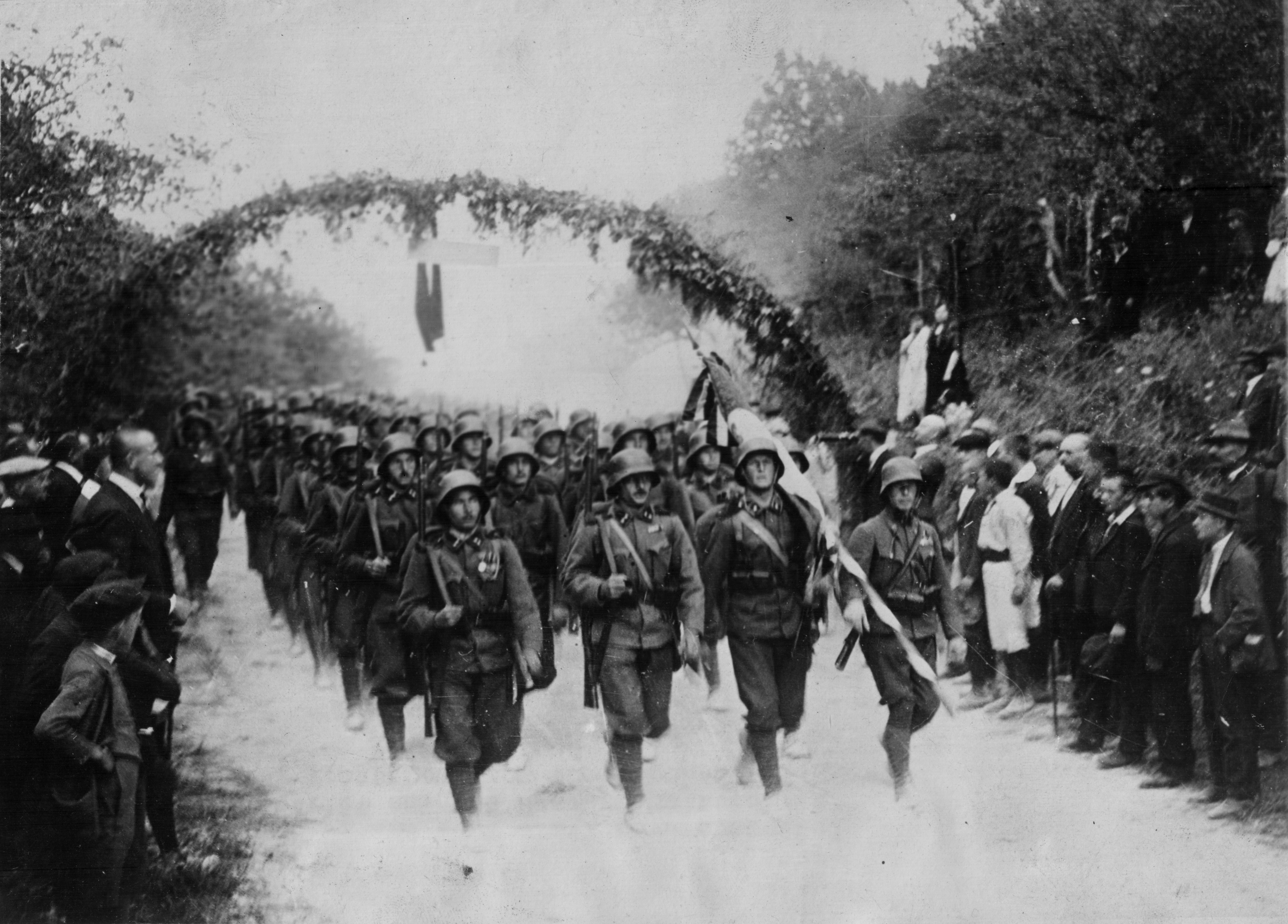
Ungarische Truppen besetzen den zuvor von der jugoslawischen Armee geräumten Teil der Baranya, September 1921

Der am 4. Juni 1920 unterzeichnete Vertrag von Trianon bestätigte die Gebietsverluste Ungarns und beschränkte die Streitkräfte auf eine Freiwilligenarmee von 35.000 Mann. Schwere Waffen wie schwere Artillerie, Panzer, Flugzeuge und Flugabwehrgeschütze waren ebenso wie die Bildung eines Generalstabs verboten. Die Einhaltung dieser Beschränkungen wurde von einer Alliierten Kontrollkommission überwacht. Allerdings versuchte das Horthy-Regime, die Beschränkungen zu umgehen. So formierten sich die sogenannten zwölf Hauptleute als verdeckter Generalstab. Es handelte sich vielfach um ehemalige Mitglieder des k. u. k. Generalstabs, nach dessen Vorbild sie sich organisierten. Als eigentliche Führungsspitze des Militärs wurde 1920 das Amt des Armee-Oberbefehlshabers geschaffen.

### Anfangsjahre

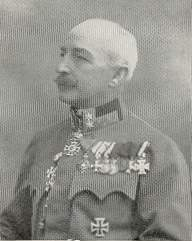
General Pál Nagy, erster Oberbefehlshaber der Königlich Ungarischen Armee

Am 4. Januar 1922 wurde die Nationale Armee in Königlich Ungarische Armee umbenannt. Am 11. Mai 1922 trat die neue Organisation in sieben Militärdistrikte, verteidigt von je einer Gemischten Brigade (Vegyesdandár), in Kraft. Zusätzlich existierten zwei Kavalleriebrigaden und drei Pionierbataillone.
Die Dauer des Militärdienstes betrug drei Jahre. Eine vormilitärische Ausbildung unter Aufsicht von Armeeoffizieren wurde in der 1921 gegründeten Jugendorganisation Levente durchgeführt. Ab dem Alter von zehn Jahren konnten Jugendliche, die eine Offizierslaufbahn einschlagen wollten, eine Militärrealschule besuchen. Offiziersanwärter wurden danach an der Ludovika-Akademie in Budapest (Infanterie, Kavallerie) beziehungsweise am János-Bolyai-Militärtechnischen Kolleg (Artillerie, Pioniere, Nachrichtentruppen) ausgebildet. An der Polizeirekrutenschule wurden Soldaten für eine künftige Panzertruppe ausgebildet. Getarnte Generalstabskurse wurden ab 1923 abgehalten. Das höhere Offizierskorps wurde vorrangig von ehemaligen k.u.k.-Offizieren gestellt, von denen ein überproportionaler Teil deutsch-österreichischer Abstammung waren.
Neben der Armee existierten verschiedene weitere bewaffnete Organe, die teilweise zur Schaffung eines Reservoirs von militärisch ausgebildeten Reservisten genutzt wurden. Die wichtigste hiervon war die dem Innenministerium unterstellte Gendarmerie (Csendőrség), die analog den Militärdistrikten organisiert war und deren Stärke die der regulären Streitkräfte teilweise deutlich überstieg. Weitere Organisationen, die ehemalige Soldaten aufnahmen, waren die Polizei, die Zoll- bzw. Grenzwache und die Finanzwache. Die Flusswache (Folyamőrség), die mit acht Patrouillenbooten den Verkehr auf der Donau überwachte, unterstand anfangs dem Innenministerium, bis sie im November 1938 dem Honvedministerium als Flussstreitkräfte (Magyar Királyi Honvéd Folyami Erők) unterstellt wurden.
Am 31. März 1927 endete die Überwachung durch die Alliierte Kontrollkommission und im selben Jahr schloss die Regierung von István Bethlen einen Freundschaftsvertrag mit dem faschistischen Italien, der ein Gegengewicht zur Einkreisung Ungarns durch die Mächte der Kleinen Entente bilden sollte. In den Folgejahren wurde die Bewaffnung der Armee, die vorher noch aus Vorkriegs- und Kriegsbeständen bestand, modernisiert und, insbesondere unter dem ab 1929 als Honvedminister amtierenden Gyula Gömbös, eine getarnte Aufrüstung betrieben.
Die Wiederaufstellung einer Luftwaffe wurde ab 1920 im Verkehrsministerium und ab 1925 im Luftfahrtamt des Handelsministeriums geplant. Am 6. Dezember 1928 wurden die Königlich Ungarischen Luftstreitkräfte (Magyar Királyi Honvéd Légierő) gegründet, deren Existenz jedoch bis 1938 geheim gehalten wurde.
Als oberstes militärisches Entscheidungsgremium wurde am 28. Juni 1928 der Oberste Verteidigungsrat unter dem Vorsitz Horthys gebildet, dem neben dem Oberbefehlshaber und dem Generalstabschef auch verschiedene zivile Minister angehörten. Eigentliches Machtzentrum blieb aber Horthy, der tief auch in Operationsplanung und Personalentscheidungen eingriff.
Operatives Ziel des ungarischen Militärs und eines Großteils der Politik blieb durchgängig die Revision des Vertrags von Trianon, also die Rückgewinnung der verlorenen Gebiete. Bis 1938 blieb die ungarische Armee jedoch deutlich kleiner und schlechter bewaffnet als die Streitkräfte jedes Nachbarstaats. Die wiederholten Versuche einer Aufrüstung wurden sowohl durch die anfängliche alliierte Kontrolle als auch durch die Weltwirtschaftskrise unterbunden.

### Aufrüstung und Gebietsrevisionen ab 1938
Am 5. März 1938 kündigte Premierminister Kálmán Darányi das Győr-Programm an, das innerhalb von fünf Jahren Investitionen von einer Milliarde Pengő in den Ausbau der Streitkräfte vorsah. Dabei ging man davon aus, in Kürze eine Übereinkunft mit den Staaten der Kleinen Entente über die Rüstungsgleichberechtigung zu erzielen, was im August 1938 mit dem Abkommen von Bled auch geschah. Die Neuorganisation der Armee begann am 1. Oktober 1938 unter den Mobilisierungsplänen Huba I-III. In den sieben Militärdistrikten wurden nunmehr die gemischten Brigaden in Korps zu je drei Brigaden (ab Februar 1942 leichte Divisionen) umgewandelt.
Im November 1938 besetzten ungarische Truppen nach dem Ersten Wiener Schiedsspruch umstrittene Gebiete der Slowakei und der Karpatenukraine. In dem besetzten Gebiet wurde ein achtes Korps aufgestellt. Nach der Auflösung der Tschechoslowakei im März 1939 wurde zunächst die gesamte Karpatenukraine besetzt, wenig später im kurzen Slowakisch-Ungarischen Krieg ein Gebietsstreifen in der Ostslowakei.
Dieser Erfolg und die zunehmend wirksame Aufrüstung stärkten die innenpolitische Bedeutung des Militärs. Der von Deutschungarn dominierte Generalstab stärkte dadurch auch die politische Bindung an das Deutsche Reich.
In diesem Jahr wurde auch die Wehrpflicht wieder eingeführt. Ein neues Militärdienstgesetz zwang Offiziere mit einem jüdischen Elternteil zum Rückzug aus dem aktiven Dienst. Die übrigen jüdischen Soldaten wurden ebenso wie Angehörige nationaler Minderheiten und politisch Unzuverlässige zum Dienst in unbewaffneten Arbeitsbataillonen verpflichtet.
Im März 1940 wurden drei Armeeoberkommandos mit je drei Korps sowie zusätzlich ein „Schnelles Korps“ (Gyorshadtest) gebildet. Der Chef des Generalstabs übernahm nunmehr den militärischen Oberbefehl, den bisher der Honvedminister innegehabt hatte. Er war direkt dem Reichsverweser als Oberstem Befehlshaber unterstellt.
Nach dem Zweiten Wiener Schiedsspruch wurde im September 1940 das Ungarn zugesprochene nördliche Siebenbürgen besetzt. Hier wurde ein neuntes Korps aufgestellt. Am 20. November 1940 trat Ungarn dem Dreimächtepakt bei.
Obwohl Ministerpräsident Pál Teleki im Dezember 1940 einen Nichtangriffs- und Freundschaftsvertrag mit Jugoslawien unterzeichnet hatte, erlaubte Ungarn im März 1941 der deutschen Wehrmacht den Durchmarsch durch ungarisches Territorium. Nach dem Selbstmord Telekis und auf Einladung Hitlers beteiligte sich die ungarische 3. Armee ab dem 11. April 1941 an der Besetzung Jugoslawiens. In der Folge wurden die Batschka, die Baranya, Prekmurje und Medjimurje annektiert.
1941 begannen rassistische Säuberungen der Armee nach deutschem Vorbild. Juden waren bereits zuvor durch eine inoffizielle Setzung innerhalb der Armee nicht als Berufsoffiziere angenommen worden, stellten aber knapp ein Viertel der Reserveoffiziere. Durch verschiedene Gesetze wurden 1941 und 1942 alle Personen „jüdischer Abstammung“ aus dem Offiziers- und Unteroffiziersdienst entfernt, wobei noch weiterreichende Verwandtschaftsgrade als bei entsprechenden Regelungen im Deutschen Reich als ausreichend für den Ausschluss galten.

### Unternehmen Barbarossa
Ungarn war, anders als das verfeindete Rumänien, von Deutschland ursprünglich nicht zur Beteiligung am Unternehmen Barbarossa vorgesehen und demzufolge auch nicht unmittelbar in die Vorbereitungen eingeweiht. Der deutschstämmige Generalstabschef Henrik Werth drängte jedoch, unterstützt vom Verteidigungsminister Károly Bartha, auf eine ungarische Beteiligung an dem Feldzug. Am 21. Juni brach Ungarn als Geste an Deutschland die diplomatischen Beziehungen zur Sowjetunion ab. Wenige Tage nach Kriegsbeginn, am 26. Juni 1941, bombardierten Flugzeuge mit sowjetischen Hoheitszeichen das ungarisch besetzte Kassa und Munkács, wodurch Ungarn den gesuchten Vorwand erhielt, der Sowjetunion den Krieg zu erklären.
Am 1. Juli überquerte die sogenannte Karpatengruppe (Kárpát Csoport) unter Generalleutnant Ferenc Szombathelyi, bestehend aus dem VIII. Korps und dem Schnellen Korps, die Grenze zur Sowjetunion und erreichte gegen geringen sowjetischen Widerstand innerhalb einer Woche den Dnister. Das VIII. Korps blieb danach als Besatzungstruppe in dem eroberten Gebiet zurück, während das Schnelle Korps unter Béla Miklós der deutschen 17. Armee taktisch unterstellt wurde, um an den weiteren Operationen teilzunehmen. Es war an der Kesselschlacht bei Uman und der Schlacht um Kiew beteiligt. Ende Oktober erreichte es Isjum am Donez, bevor es Ende November nach Ungarn zurückgerufen wurde. Zuvor hatte Hitler bei einem Treffen mit Horthy die Bereitstellung von fünf ungarischen „Sicherungsbrigaden“ zum Schutz des Hinterlands als Gegenleistung für den Abzug des Schnellen Korps erreicht. Diese wurden der am 6. Oktober 1941 gebildeten Besatzungsgruppe (Magyar Megszálló Csoport) unterstellt, deren Hauptquartier im Dezember von Winniza nach Kiew verlegt wurde.

### 1942/43
Am 7. Dezember 1941 erklärte Großbritannien Ungarn den Krieg, das sich seinerseits am 13. Dezember der deutsch-italienischen Kriegserklärung an die USA anschloss. Nachdem Rumänien am 17. Januar 1942 verlautbart hatte, sich am Feldzug des Jahres 1942 mit zwei Armeen zu beteiligen, erklärte Ungarn fünf Tage später die Bereitschaft zur Entsendung einer eigenen Armee. Am 11. April begann die Verlegung der 2. Armee unter Gusztáv Jány an die Front der deutschen Heeresgruppe Süd bei Kursk. Die Armee nahm an der im Juni 1942 begonnenen deutschen Sommeroffensive Fall Blau teil und erreichte im Juli südlich von Woronesch den Don, wo sie Verteidigungsstellungen bezog.
Im Januar 1943 wurde die 2. Armee durch einen Großangriff der Woronescher Front (Operation Ostrogoschsk-Rossosch) zerschlagen. Die Reste wurden von der Front abgezogen und den Besatzungstruppen in der Ukraine und Südweißrussland zugeteilt. Im Sommer 1943 wurde eine weitreichende Neuorganisation der Armee nach dem Plan Szabolcs I eingeleitet. Die bisherigen leichten Divisionen wurden größtenteils aufgelöst und an ihrer Stelle vollwertige Infanteriedivisionen und Reservedivisionen umgebildet. Zwei Korps mit insgesamt neun Sicherungsdivisionen verblieben in der Sowjetunion, wo sie zunehmend in Gefechte mit der vorrückenden Roten Armee verwickelt wurden.

### 1944
Nachdem die ungarische Regierung von Miklós Kállay im Sommer 1943 Verhandlungen mit den Westmächten über einen Separatfrieden aufgenommen hatte, verschlechterte sich das deutsch-ungarische Verhältnis zusehends. Die ungarische Weigerung, Truppen für die Besetzung des Balkans zu stellen, sowie Forderungen, die Besatzungstruppen aus der Ukraine und Weißrussland in die Heimat abziehen zu dürfen, wo sie für die Verteidigung benötigt würden, wurden von den Deutschen mit Argwohn betrachtet. Im März 1944 besetzte die Wehrmacht im Unternehmen Margarethe große Teile Ungarns, um dessen Abfall vom Achsenbündnis zu verhindern. Die größtenteils demobilisierte ungarische Armee leistete keinen Widerstand. Die neueingesetzte Regierung unter Döme Sztójay erklärte sich bereit, die Deutschen durch neue Truppenentsendungen zu unterstützen.
Im Sommer 1944 umfasste die ungarische Armee rund 950.000 Soldaten in drei Armeen, zehn Korps, 30 Divisionsverbänden und weiteren kleineren Einheiten über der Armee-Ebene.
Im April wurde die 1. Armee unter Géza Lakatos an die Front in Ostgalizien entsandt, um eine sowjetische Inbesitznahme der Karpatenpässe zu verhindern. Mit Hilfe einer neuerrichteten Verteidigungslinie hielt sie sich dort bis Juli 1944, bevor sie sich vor der Lwiw-Sandomierz-Operation in die Karpaten zurückzog.
Ende August 1944 wurden die 2. und 3. Armee erneut mobilisiert, um nach dem Seitenwechsel Rumäniens Siebenbürgen und Südungarn zu verteidigen. Die 2. Armee wurde dabei der Armeegruppe Fretter-Pico unterstellt. Im Zuge der Ostkarpatischen Operation und der Debrecener Operation wurden die ungarisch-deutschen Armeen im September und Oktober in die Große Ungarische Tiefebene zurückgedrängt. Während dieser Kämpfe wurde am 15. Oktober Reichsverweser Horthy nach der einseitigen Verkündung eines Waffenstillstands mit der Sowjetunion im Unternehmen Panzerfaust durch die SS abgesetzt und die Pfeilkreuzler unter Ferenc Szálasi übernahmen die Regierung und die Kontrolle über die Armee. Der Oberbefehlshaber der 1. Armee Béla Miklós lief daraufhin zu den Sowjets über, die ihn im Dezember als Chef einer Gegenregierung mit Sitz in Debrecen einsetzten. Verteidigungsminister wurde der ebenfalls übergelaufene Ex-Generalstabschef János Vörös.
Am 3. November 1944 begann die 102-tägige Belagerung von Budapest durch Truppen der 2. und 3. Ukrainischen Front, die die Stadt bis zum 26. Dezember vollkommen einschlossen. Unter den eingeschlossenen Truppen, die am 13. Februar 1945 kapitulierten, befand sich neben Wehrmachts- und SS-Einheiten das ungarische I. Korps.

### Kriegsende und Hinrichtungen wegen Kriegsverbrechen
Die 2. ungarische Armee war im Dezember 1944 nach schweren Verlusten aufgelöst und die restlichen Verbände in die 3. Armee eingegliedert worden. Die 1. Armee zog sich nach dem Fall von Budapest ins Protektorat Böhmen und Mähren zurück, wo sie im Mai 1945 gegenüber der 4. Ukrainischen Front kapitulierte. Die 3. Armee war im März an der fehlgeschlagenen Plattenseeoffensive beteiligt, nach der sie sich größtenteils auflöste. Die Reste ergaben sich im Mai den Briten und Amerikanern in Österreich.
Viele ungarische Offiziere sind für ihre Kriegsverbrechen verurteilt und hingerichtet worden, darunter Ferenc Szombathelyi, József Grassy, Ferenc Feketehalmy-Czeydner und László Deák in Jugoslawien wegen ihrer Beteiligung am Massaker von Novi Sad sowie Károly Beregfy, Döme Sztójay, Gusztáv Jány und Dezső László in Ungarn.
In Ungarn wurden hingerichtete Offiziere wie Jány durch Gerichte später rehabilitiert.

## Chefs des Generalstabs
- Viktor Lorx (1922)
- Kocsárd Janky (1922–1930)
- Vilmos Rőder (1930–35)
- József Somkuthy (1935–1936)
- Jenő Rátz (1936–1938)
- Lajos Keresztes-Fischer (1938)
- Henrik Werth (1938–1941)
- Ferenc Szombathelyi (1941–1944)
- János Vörös (1944)
- Károly Beregfy (1944–1945)

## Oberbefehlshaber
- Pál Nagy (1922–1925)
- Kocsárd Janky (1925–1930)
- Kamilló Kárpáthy (1930–1935)
- István Shvoy (1935–1936)
- Hugó Sónyi (1936–1940)
- Henrik Werth (1940–1941)

## 1.Armee
Die Erste Ungarische Armee (Magyar 1. hadsereg) war eine Feldarmee der Königlich Ungarischen Armee, die im Zweiten Weltkrieg im Einsatz war. Kommandeure waren:
- Generalleutnant Vilmos Nagy (1. März 1940–1. Februar 1941)
- Generalleutnant István Schweitzer (1. Februar 1941–1. August 1942)
- Generalleutnant István Náday (1. August 1942–1. April 1944)
- Generalleutnant Géza Lakatos (1. April 1944–15. Mai 1944)
- Generalleutnant Károly Beregfy (15. Mai 1944–1. August 1944)
- Generalleutnant Ferenc Farkas de Kisbarnak (25. Juli 1944 &ndash–1. August 1944 (amtierend))
- Generalleutnant Béla Miklós von Dálnok (1. August 1944–16. Oktober 1944)
- Generalleutnant Dezső László (16. Oktober 1944–8. Mai 1945)

## 2.Armee
Die Zweite Ungarische Armee (Magyar 2. Hadsereg) war eine Feldarmee der Königlich Ungarischen Armee, die im Zweiten Weltkrieg im Einsatz war. Kommandeure waren:
- Generaloberst Gusztáv Jány (1. März 1940–5. August 1943)
- Generaloberst Géza Lakatos (5. August 1943–1. April 1944)
- Generalleutnant Lajos Veress (1. April 1944–16. Oktober 1944)
- Generalleutnant Jenő Major (16. Oktober 1944–13. November 1944)

## 3.Armee
Die Dritte Ungarische Armee (Magyar 3. Hadsereg) war eine Feldarmee der Königlich Ungarischen Armee, die im Zweiten Weltkrieg im Einsatz war. Die 3. Armee setzte sich insbesondere aus dem Mobilen Infanteriekorps, dem I. Korps, dem IV. Korps und dem V. Korps zusammen. Kommandeure waren:
- Generalleutnant Elemér Gorondy-Novák (1. März 1940–1. November 1941)
- Generalleutnant Zoltán Decleva (1. November 1941–1. Dezember 1942)
- Generalleutnant Lajos Csatay (1. Dezember 1942–12. Juni 1943)
- Generalleutnant Károly Beregfy (12. Juni 1943–15. Mai 1944)
- Die ungarische Dritte Armee wurde im Mai 1944 aufgelöst und im September 1944 neu aufgestellt.
- Generaloberst József Heszlényi (19. September 1944–8. Mai 1945)